# Per Dahl
Per Torsten Henrik Dahl, född 1954, är en svensk författare och före detta politisk chefredaktör vid Barometern. Dahl var under många år aktiv inom Moderaterna i Uppsala, vilka han representerade i landstingsfullmäktige. Som ung var han ordförande i Föreningen Heimdal (1978–1979) samt vice ordförande i Fria Moderata Studentförbundet (1980–1982).
Dahl var tidigare verksam som redaktör vid Centrum för Näringslivshistoria, bland annat för magasinet Företagsminnen. Han har därefter varit verksam som frilansredaktör, bland annat för Bokförlaget Stolpe.
Dahl var ledarskribent vid Barometern och därefter politisk chefredaktör vid tidningen till 2010, då han efterträddes av Ulf Wickbom.
Dahl var kommunalpolitiskt aktiv i Moderaterna i Kalmar kommun till valet 2018.